# Марінін Віктор Іванович
Ві́ктор Іва́нович Марі́нін (1923–1943) — сержант Робітничо-селянської Червоної армії, учасник німецько-радянської війни, Герой Радянського Союзу (1943).

## Біографія
Народився 5 серпня 1923 року в Чистополі. Після закінчення дев'яти класів школи працював токарем на заводі. У червні 1941 року призваний на службу до лав РСЧА. З січня 1943 року — на фронтах німецько-радянської війни, був мотоциклістом 50-го танкового батальйону 50-ї танкової бригади 3-го танкового корпусу Південно-Західного фронту. Мотоспортом займався ще до війни, домігшись І розряду з автоспорту. Вправний стрілець з усіх видів зброї. Відзначився під час визволення Сталінської області Української РСР.
Брав участь у наступальній операції «Стрибок» з визволення м. Ворошиловграда (29 січня — 18 лютого 1943 р.), 5 лютого 1943 року брав участь у визволенні Краматорська. Того дня він тричі ходив у розвідку, здобувши та доставивши командуванню важливі дані про супротивника. 20 лютого 1943 року в бою за населений пункт Сергіївка Слов'янського району підбив два німецькі танки, сам був смертельно поранений. Похований у Сергіївці.
Указом Президії Верховної Ради СРСР «Про присвоєння звання Героя Радянського Союзу начальницькому і рядовому складу Червоної армії» від 31 березня 1943 року за «зразкове виконання бойових завдань командування на фронті боротьби з німецькими загарбниками і виявлені при цьому відвагу і геройство» удостоєний посмертно високого звання Героя Радянського Союзу. Також посмертно нагороджений орденом Леніна.

## Пам'ять
На честь Марініна названо вулицю і встановлено стелу в його рідному місті.